# Juliusz Kunitzer
Juliusz Kunitzer (ur. 19 października 1843 w Przedborzu, zm. 30 września 1905 w Łodzi) – łódzki przemysłowiec (bawełna; tzw. Widzewska Manufaktura), lider łódzkiego środowiska wielkiego kapitału w ostatnim ćwierćwieczu XIX w., działacz gospodarczy, „ojciec” łódzkiej komunikacji tramwajowej miejskiej i podmiejskiej, społecznik. Jednocześnie uważany przez środowiska lewicowe za symbol brutalnego kapitalisty, wyzyskiwacza robotników, traktującego ich w poniżający sposób.

## Życiorys
Urodził się w Przedborzu, w ówczesnej guberni radomskiej, w rodzinie tkacza-sukiennika Jakuba i Joanny z d. Sitz.
Jakub Kunitzer przybył do Królestwa Polskiego w latach 30. XIX w., podczas dużego ruchu emigracyjnego z terenu Niemiec i Czech w ramach programu industrializacji kalisko-mazowieckiego okręgu przemysłowego, prowadzonej przez rząd Królestwa. Tu znalazł pracę w Przedborzu, w fabryce włókienniczej Johna Coquerilla. W końcu lat 40. XIX w. Kunitzerowie przenieśli się do Opatówka, gdzie wcześniej przeniesiono, do dużej fabryki włókienniczej Fiedlerów, część maszyn ze zlikwidowanej fabryki Coquerilla (zm. 1840) oraz gdzie już mieszkał krewny lub nawet ojciec żony. W Opatówku Jakub Kunitzer podjął pracę w fabryce Fiedlerów, z którą był związany do śmierci. Pracował w niej także jego starszy syn – Herman.
Po śmierci Jakuba Kunitzera jego żona wyszła ponownie za mąż za niejakiego Schmidta, a po jego śmierci, wraz z młodszym synem – Juliuszem, przeniosła się do wsi Tyniec, wówczas będącej przedmieściem Kalisza, i zamieszkali w wynajętym mieszkaniu na posesji rodziny Gumrych, w pobliżu której znajdowała się duża fabryka włókiennicza braci Repphanów. Tu też w końcu lat 50. XIX w. Juliusz Kunitzer rozpoczął pracę i kształcenie w zawodzie tkacza. W 1863 r. został wymieniony jako czeladnik w wykazie ewangelików opłacających składkę na utrzymanie parafii w Kaliszu z adnotacją biedny i z tego powodu zwolniony z opłaty.
Do Łodzi Juliusz Kunitzer przybył w połowie lat 60. XIX w. gdzie podjął pracę w fabryce wyrobów bawełnianych Edwarda Hentschla, w której stosunkowo szybko – wykazując się gruntownym przygotowaniem zawodowym, inteligencją i inicjatywą zawodową – awansował do grupy kierowniczej tej fabryki dzięki dostrzeżeniu go przez Ludwika Meyera zajmującego w fabryce Hentschla eksponowane stanowisko kierownicze. Tenże stał się jego mentorem w dalszej karierze, tym bardziej kiedy 13 października 1869 r. ożenił się z jego siostrą, Agnes (Agnieszką) Miną Meyer (ur. 10 czerwca 1849 w Łodzi, zm. 25 maja 1921 w Dreźnie). Ponieważ nowożeńcy nie zawarli umowy przedślubnej nieznany jest ich ówczesny stan majątkowy.
Juliusz Kunitzer nie posiadał formalnego wykształcenia ani ogólnego, ani zawodowego. Wstępną naukę pobierał w domu, następnie wykształcenie zawodowe zdobywał w drodze stałego samokształcenia i praktyk zawodowych. Gdy Hentschel uruchomił w Warszawie skład handlowy swoich towarów zdobył tam doświadczenie handlowe zakończone awansem na kierownika składu. Pobyt w Warszawie wykorzystał też dla poszerzenia swojej wiedzy w zakresie wielu dziedzin życia gospodarczego i społecznego. Ponoć miał odbyć praktykę w zakresie mechanizacji procesów wytwórczych w znanej warszawskiej fabryce metalowej braci Evans (późniejsze zakłady Lilpop, Rau i Loewenstein).
Juliusz Kunitzer nie pozostawił po sobie potomstwa, ale miał wychowanka – Maksa Wünschego.

### Działalność zawodowa
Pierwsze kroki w Łodzi w działalności zawodowej, a następnie gospodarczej Kunitzer stawiał w fabryce wyrobów bawełnianych Edwarda Hentschla przy ul. Piotrkowskiej 72 (obecny hotel „Grand” powstał z przebudowy budynku mieszkalnego rodziny Hentschla). Ostatecznie w tej firmie doszedł do stanowiska kierownika technicznego fabryki Hentschla.
W 1870 r. rozpoczął działalność na własny rachunek; również w branży bawełnianej. Swoje pierwsze 30 krosien zainstalował na wynajętej powierzchni prawdopodobnie w tkalni swego pryncypała. W roku 1875, do spółki ze szwagrem – Ludwikiem Meyerem, nabył na bardzo korzystnych warunkach od E. Hentschla jego fabrykę (która niedługo przedtem spłonęła). Pomyślna koniunktura i przyjęty profil produkcji – lekkie tkaniny wełniane – oraz niewątpliwe talenty organizacyjno-produkcyjno-handlowe obu wspólników sprawiły, że firma szybko weszła do grona większych w Łodzi w tej branży.
W tym samym czasie Ludwik Meyer próbował zbudować, nie do końca w zgodzie z ówczesnym ustawodawstwem, swoją fabrykę na gruntach ówczesnej wsi Widzew. Po rezygnacji z tego przedsięwzięcia, sprzedał na początku 1879 r. zakupione tam grunty i dotychczas zorganizowaną fabrykę tylko za 15 tys. rubli. Z kolei Kunitzer wycofał się z ich wspólnej firmy i fabryki przy ul. Piotrkowskiej 72 – najprawdopodobniej z powodu wejścia w bliższy kontakt biznesowy z innym wielkim łódzkim fabrykantem – Juliuszem Heinzlem. Uzyskane w wyniku rozliczeń z Meyerem środki oraz duży kredyt uzyskany dzięki poparciu Heinzla w Banku Handlowym w Łodzi Kunitzer przeznaczył na inwestycję widzewską, gdzie istniały możliwości obszarowe i geograficzne (rz. Jasień dostarczająca dużej ilości wody potrzebnej w procesie produkcyjnym przetwórstwa bawełny) budowy dużej fabryki (w mieście brak było już odpowiedniego dużego terenu a przede wszystkim wody). O zaangażowaniu Juliusza Kunitzera w ten interes świadczy fakt, iż do końca 1879 r. w zasadzie gotowe już były: przędzalnia, tkalnia, gazownia, farbiarnia, bielnik, dwa domy murowane, cztery drewniane i inne drobne obiekty. Zainstalował tam 15 tys. wrzecion i 500 krosien. Podówczas wartość obiektu fabrycznego i jego wyposażenia zostały oszacowane na 300 tys. rubli. Jednak realizowana do tej pory inwestycja widzewska Kunitzera powstała w dużej niezgodzie z ówczesnym rosyjskim ustawodawstwem dotyczącym nabywania gruntów wiejskich z czym szybko zaczął mieć kłopoty. Sprawa ta, przy dużych zabiegach i nakładach finansowych, została prawnie rozwiązana dopiero w listopadzie 1899 roku.
W czerwcu 1880 r. Juliusz Kunitzer już formalnie związał się z Juliuszem Heinzlem tworząc Dom Handlowy „Heinzel i Kunitzer” z kapitałem 450 tys. rubli. W zespole tym Heinzel zajmował się sprzedażą wyprodukowanych na Widzewie towarów a J. Kunitzer produkcją. Jednocześnie postępowała dalsza rozbudowa firmy (w dalszym ciągu przy nieregulowanym statusie prawnym). W 1888 r. do zakładu została doprowadzona do fabryki bocznica kolejowa od linii Kolei Fabryczno-Łódzkiej oraz wewnętrzna sieć torowa. Odpowiednio do inwestycji rosło zatrudnienie. W 1883 r. fabryka zatrudniała 1020 robotników, a w 1901 już 3000.
W lipcu 1889 r. Dom Handlowy „Heinzel i Kunitzer” został przekształcony w „Towarzystwo Akcyjne Wyrobów Bawełnianych Heinzel i Kunitzer” z kapitałem zakładowym już ok. 3 mln rubli. Dotychczasowa działalność obu udziałowców przekształciła wieś Widzew w podmiejską, przemysłową nieformalną dzielnicę Łodzi. Wraz z budynkami fabrycznymi powstawała też infrastruktura mieszkaniowo-socjalna dla robotników „Widzewskiej Manufaktury”, m.in. wzniesiono tu kolonię 150 drewnianych domów robotniczych zwanych domkami kunitzerowskimi.
Pomyślny rozwój firmy i doskonała koniunktura oparta na praktycznie niesyconych rynkach Cesarstwa Rosyjskiego była podstawą utworzenia przez J. Kunitzera Tow. Akc. Łódzkiej Manufaktury Niciarnianej z kapitałem zakładowym 2 mln r. (4 tys. akcji), które nabyło funkcjonującą w centrum Łodzi niciarnię „L. Lourie i S-ka” o wartości 526 tys. rubli. Dla swojej działalności Spółka zbudowała przy obecnej ul. Niciarnianej na Widzewie duży obiekt w którym zainstalowano maszyny zakupionej firmy wraz z surowcami i półfabrykatami. Niestety to przedsięwzięcie biznesowe przegrało rywalizację z „Newską Manufakturą” w Petersburga, która była monopolistą na rynku nici wyrabianych w Cesarstwie Rosyjskim. Zakład borykał się z trudnościami zbytu, ale bez znaczących strat. Ostatecznie „Newska Manufaktura” przejęła w 1900 r. łódzkie przedsiębiorstwo (fabryka funkcjonuje do dziś jako Fabryka Nici „Ariadna” S.A. w Łodzi).
W ślad za sukcesami na polu gospodarczym rosła pozycja Kunitzera wśród wielkiej łódzkiej burżuazji. Stał się jej nieformalnym i niekwestionowanym przywódcą, tym bardziej że zmarli jej dotychczasowi liderzy: Karol Scheibler (1881), Gustaw Geyer (1893), a jego wspólnik Juliusz Heinzel miał długoletnie kłopoty zdrowotne. W związku z tym oraz swoimi interesami z fabryką na Widzewie nawiązał kontakty i bywał w Petersburgu. Wziął udział w delegacjach z Łodzi i guberni piotrkowskiej na spotkanie z carem Aleksandrem III (1890), w uczczeniu jego pamięci w Carskim Siole (1895) i w koronacji cara Mikołaja II (1896).
Członek rzeczywisty oddziału warszawskiego Cesarskiego Towarzystwa Pielęgnowania Zwierzyny Łownej i Racjonalnego Myślistwa, od co najmniej 1892 roku.
Był głównym inicjatorem uruchomienia miejskiej i podmiejskiej komunikacji tramwajowej w Łodzi (od razu elektrycznej) doprowadzając do powstania spółek akcyjnych Kolej Elektryczna Łódzka (KEŁ; tramwaje miejskie) i Łódzkie Wąskotorowe Elektryczne Koleje Dojazdowe (ŁWEKD; tramwaje podmiejskie). Zasiadał w Radzie Nadzorczej Banku Handlowego w Łodzi. W 1897 roku zorganizował konsorcjum węglowe „Kunitzer and Co.” zaopatrujące Łódź w śląski węgiel. Był współzałożycielem konsorcjum eksploatacji i przeróbki rud żelaza w guberni ołonieckiej.

### Działalność społeczno-charytatywna
Tragiczną kwestią w działalności Juliusza Kunitzera był rozziew pomiędzy postrzeganiem go przez „ulicę” a podejmowanymi przez niego inicjatywami o charakterze społeczno-charytatywnym.
W 1890 r. z jego inicjatywy, z okazji przekształcenia „Widzewskiej Manufaktury” w towarzystwo akcyjne „Heinzel i Kunitzer”, finansowanie zakładowej Kasy Chorych zostało w całości przejęte przez Fabrykę. Ponadto fundusz Kasy był zasilany nakładanymi na robotników karami porządkowymi. Pełne finansowanie Kasy było ewenementem nie tylko w Łodzi. Zasadą w innych fabrykach było raczej dopłacanie do składek robotników na Kasy.
Juliusz Kunitzer przez wiele lat był najpierw wiceprezesem (1894-1895), a następnie prezesem Łódzkiego Chrześcijańskiego Towarzystwa Dobroczynności (od września 1895 do śmierci); również jego członek honorowy. Był organizatorem wizyty H. Sienkiewicza w Łodzi w styczniu 1904 roku.

### Rewolucja 1905 roku i śmierć
W trakcie Rewolucji 1905 roku, zrywu społeczno-narodowego, Kunitzer bezwzględnie traktował strajkujących robotników. Według relacji Franciszka Joachimiaka, fabrykant wezwał do zakładu wojsko, które bronią zmusiło pracowników do pracy. 12 kwietnia 1905 roku, gdy trwał strajk okupacyjny w fabryce, Kunitzer zaapelował do władz o aresztowanie strajkujących:

Około dwustu ludzi już od 24 godzin siedzi nieprzerwanie w tkalni naszego Towarzystwa i nie chcą jej opuścić. Siedzą bez jedzenia, między nimi jest wielu podżegaczy. Czy nie uważa Pan za możliwe, by – odwołując się do prawa o specjalnej ochronie – aresztować ich wszystkich, a przy tym poprzez indywidualne przesłuchania bezwarunkowo zdemaskować wszystkich podżegaczy. Jestem przekonany, że takie stanowcze rozwiązanie nieuchronnie wywrze wpływ odstraszający na pozostałe fabryki Łodzi i uspokoi miasto przed świętami [wielkanocnymi].

W trakcie powstania łódzkiego, pod koniec czerwca 1905 roku, wraz z Alfredem Biedermannem przekonywał zastępcę warszawskiego generał-gubernatora, aby wysłał do Łodzi „energicznego generała” do stłumienia rozruchów. Kilka miesięcy później Kunitzer został ciężko raniony w tramwaju przez dwóch członków Polskiej Partii Socjalistycznej – Adolfa Szulca i Stefana Jędrasa przy ul. Nawrot i zmarł po 20 minutach przed udzieleniem mu jakiejkolwiek pomocy.
Według raportu Elżanowskiego (nr służb. 269), motorniczego tramwaju, w którym został zastrzelony Kunitzer:
Jadąc z Widzewa kursem 17 około godz. 18-ej, gdy przyjechałem do ulicy Nawrot, to usłyszałem 3 strzały, więc zeskoczyłem z wagonu i poleciałem do tylnego peronu, to zobaczyłem Pana Kunitzera leżącego na peronie, to ja i jakiś Pan i żołnierz jadący wagonem, to wzięliśmy Pana Kunitzera na ręce i zanieśliśmy do przejeżdżającego powozu i położyliśmy na siedzenie, to jeszcze Pan Kunitzer żył, ale już nic nie mówił, więc ten Pan wsiadł do tego powozu i kazał woźnicy jechać na stację pogotowia, a ja obejrzałem wagon, że jest w porządku, więc podałem sygnał konduktorowi do odjazdu i pojechałem dalej, o czym mam zaszczyt donieść Wielmożnemu Panu Dyrektorowi [Kolei Elektrycznej Łódzkiej – KEŁ].
Raport sporządził również konduktor Wolski (nr służb. 124) obsługujący wagon, w którym dokonano zamachu:
Jadąc kursem 17, o godzinie 5.37 [17.37] z Widzewa w stronę pl. Kościelnego a dojeżdżając do ul. Nawrot. Na przystanku wychodzą pasażerowie w tem dwóch z pasażerów dało strzał trzy razy do pana Kunitzera. Na peronie jako byli obecni pan Tanfani z kilku panami a wagon był tak zapełniony z pasażerami, że nie mogłem ich zauważyć jak wyglądali [sprawcy strzałów], przy czym z rozporządzenia pana naczelnika [służby ruchu – Wróblewskiego] zjechałem do remizy [do zajezdni przy ul. Tramwajowej] o godz. 8.52 [20.52].
Śmierć Kunitzera wywarła wielkie wrażenie w kręgach fabrykanckich i w całym łódzkim społeczeństwie. Udany zamach stał się także w Rosji tematem dnia. Pisały o nim gazety i poświęcano mu propagandowe ulotki. Uroczysty pogrzeb zabitego przedsiębiorcy miał miejsce 3 października 1905 r. i zgromadził tysiące łodzian, w tym robotników jego fabryki, którym wypłacono za ten dzień dniówkę, zgodnie z ówczesnym obyczajem. Pochowany został na cmentarzu ewangelickim przy ul. Srebrzyńskiej w Łodzi. Około 1910 r. żona wystawiła na jego grobie klasycyzujące mauzoleum, jeden z najbardziej znanych przykładów architektury funeralnej w Polsce, a tym bardziej w Łodzi.

### „Czarna legenda”
W tradycji, przynajmniej łódzkiego socjalistycznego (PPS) i komunizującego (SDKPiL) ruchu robotniczego, J. Kunitzer był jednoznacznym symbolem wyzysku i poniżającego traktowania robotników zatrudnionych w jego fabryce, które było jedynym tłem i impulsem dokonanego na niego zamachu. To postrzeganie Kunitzera przez łódzkich robotników było tak silne, że nieomal natychmiast po zamachu znalazło odbicie w wierszowanej ludowej twórczości, która była znana i recytowana jeszcze w okresie międzywojennym; poniżej jedna z licznych wersji, chociaż w zasadniczym jądrze typowa. Zamach na Kunitzera wszedł też do historii i legendy wydarzeń „rewolucyjnych” okresu 1905–1907 wymienianych do współczesności:

W mieście Łodzi rozeszła się nowina:

Była to sobota, coś piąta godzina,

Powracał do domu, starym zwyczajem,

Kunitzer, Tanfani, jadąc tramwajem.

Tam na przystanku, przy Nawrot ulicy,

Kunitzer żegnał swych towarzyszy –

„Żegnaj mu też pałacu i nieba błękicie,

Bo dzisiaj łotrze kończysz swe życie!”

Z tyłu na platformie dwaj bojowcy stali,

I każdy pojedynczo z browninga wali,

„Lud cię prosił daremnie, prosił ze łzami,

A tyś mu łotrze odpłacał się Kozakami.

Z pracy, z warsztatu na łeb wyrzucałeś,

Za długoletnią pracę tak się wywdzięczałeś,

Kończysz dziś swe życie – masz więc pozdrowienia,

Od tych robotników wpakowanych do więzienia.”

Na Promenadzie, pod pałacu murem,

Stanął tłum ludzi długim sznurem,

A każdy po cichu swe usta otwiera –

„Już diabli wzięli nareszcie Kunitzera”.

Kwestia źródeł „czarnej legendy” Kunitzera w Łodzi jest w dalszym ciągu ciekawym problemem badawczym. Jest w nim sprzeczność: z jednej strony można wyliczyć wiele niemałych przedsięwzięć Kunitzera o charakterze socjalno-charytatywnym na rzecz łódzkiego środowiska robotniczego, z drugiej był coraz bardziej nielubiany w środowisku robotniczym na pewno, ale i chyba też w niektórych kręgach łódzkiej klasy średniej, na przykład przez „endecki” opiniotwórczy „Rozwój”, czego dobrą ilustracją jest opis jego willi z 1908 r.
Paradoksem tej śmierci było też to, że Kunitzer często podkreślał swój ścisły związek z polskością oraz w testamencie, przynajmniej formalnie, przekazał legaty na rzecz instytucji dobroczynnych w Łodzi.
Pierwszą próbę zamachu na grupę łódzkich fabrykantów, w tym i na Juliusza Kunitzera, zebranych w jego willi, podjęła radykalna organizacja robotnicza już w 1893 roku. Zamachowcy wrzucili bombę do salonu, wiedząc o zebraniu fabrykantów tamże. Zbiegiem okoliczności chwilę przedtem przeszli oni do innego pomieszczenia.

### Willa Kunitzera

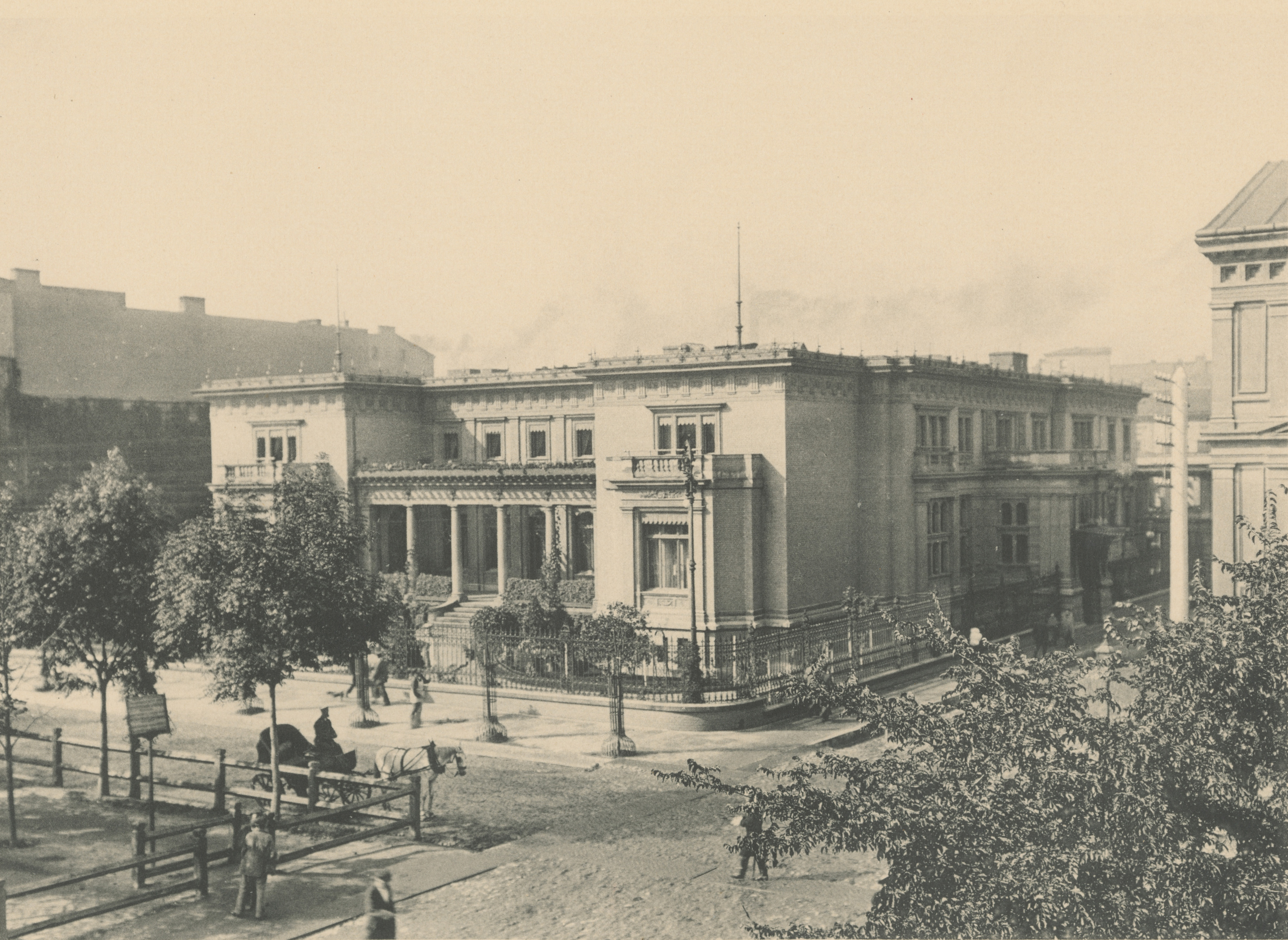
Willa Kunitzera u zbiegu ówczesnych ulic Benedykta i Spacerowej (fot. Bronisław Wilkoszewski, 1896)

Juliusz Kunitzer z czasem stał się właścicielem kilku działek w centrum miasta. W tym przy ul. Benedykta (obecnie ul. 6 Sierpnia) 8. Po rozpoczęciu inwestycji widzewskiej większość z nich sprzedał, poza działką przy Benedykta. W tym czasie zamieszkał w drewnianym dworku na niewielkim folwarku, również jego własności, obok swojej widzewskiej fabryki.
Od 1889 r. Kunitzerowie zamieszkali w okazałej willi zbudowanej w centrum Łodzi, u zbiegu ówczesnych ulic Benedykta i Spacerowej (obecnie al. T. Kościuszki) – na jego południowo-zachodnim narożniku, zaprojektowanej przez znanego łódzkiego architekta, twórcy najbardziej znaczących realizacji w tym mieście – Hilarego Majewskiego. Powstała w latach 1888–1889. Jej dzieje po śmierci Kunitzera paradoksalnie były niejako kontynuacją losu jej właściciela.
Willa stała się elementem masy spadkowej po Kunitzerze. Ponieważ wdowa opuściła Łódź krótko po śmierci męża, pozostała niezamieszkana pod opieką syndyka spadkowego, łódzkiego adwokata Kazimierza Rossmana. Najpierw część jej pomieszczeń wydzierżawił Magistratowi m. Łodzi oraz miejscowemu Komitetowi Giełdowemu, jednocześnie próbując ją sprzedać. W przygotowaniu do tej operacji sprzedał jej wyposażenie, za które uzyskał 20651 rubli. W marcu 1907 r. eksperci z Towarzystwa Kredytowego w Łodzi wycenili willę 250 tys. rubli, ale według Sądu Okręgowego w Piotrkowie [ob. Tryb.], który nadzorował proces spadkowy, była ona warta 100-130 tysięcy rubli.
W maju 1908 r. w pokojach willi urządzona została wystawa kwiatowa, z której dochód został przeznaczony na potrzeby oddz. łódzkiego Towarzystwa Opieki nad Dziećmi. Pośrednio odwiedzający ją łodzianie po raz pierwszy mieli okazję zapoznać się szerzej z jej wnętrzami. Przynajmniej dla dziennikarza „Rozwoju” nie było to pozytywne wrażenie (z zachowaniem oryginalnego stylu):
(...) Ciekawy to, można powiedzieć, wzór budownictwa specyalnego – budownictwa dla zbogaconych przemysłowców i równocześnie nauka dla p. architektów jak budować nie należy [uwaga: w oryginale ostatnie słowa zostały przez redakcję uwypuklone]. Plac jaknajdogodniejszy, światła dookoła w bród, a mimo to pokoje ułożone w ten sposób, że na duży salon jedno tylko wypada okno. Rozkład nielitościwie zły, sypialny pokój mieści się na rogu niemal przy zbiegu dwóch najruchliwszych [w tym czasie; ob. 6 Sierpnia i al. T. Kościuszki] zamiast od ogrodu. Okna tu i tam przyćmione werandami. Mimo to wszędzie przepych i bogactwo kapie, czy to z artystycznie pomyślanych sufitów, czy marmurowych kominków, czy też z bogatych gipsowych ozdób, czy z tych wspaniałych ław i zwierciadeł. Pałac z zewnątrz i wewnątrz chybiony, ale zasługujący na obejrzenie. (...).
Około połowy 1909 r. pożar, który wybuchł z nieustalonej przyczyny, zniszczył dużą część willi. Ostatecznie plac i ruinę kupił w końcu 1909 r. za 135 tys. rubli łódzki Bank Handlowy, który zbudował tu w latach 1911–1913 swoją drugą, reprezentacyjną siedzibę (obecnie I oddz. Banku PKO al. T. Kościuszki 15).

## Upamiętnienie

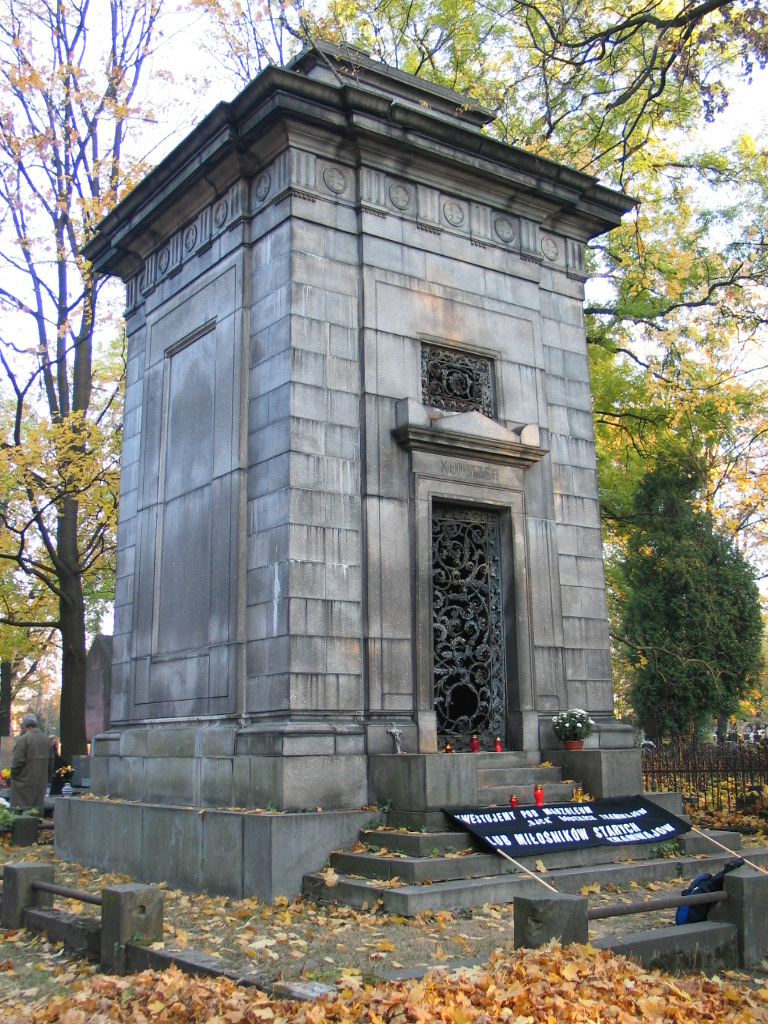
Grobowiec Juliusza Kunitzera na Cmentarzu Starym w Łodzi

- Od maja 1909 do 1933 oraz krótko w okresie II wojny światowej część obecnej ulicy Niciarnianej (od obecnej al. J. Piłsudskiego do toru kolejowego) nosiła jego imię[24].
- Okazały grobowiec na Starym Cmentarzu przy ulicy Ogrodowej, wystawiony przez żonę Agnieszkę.
- tablica pamiątkowa J. Kunitzera, ufundowana przez jego wychowanka Maksymiliana Wünschego, na ścianie pawilonu im. J. Kunitzera obecnego szpitala dziecięcego im. J. Korczaka, al. J. Piłsudskiego 71.